# Vitrival
Vitrival (en wallon Vietrivå) est une section de la ville belge de Fosses-la-Ville située en Wallonie dans la province de Namur. C'était une commune à part entière avant la fusion des communes de 1977.

## Évolution démographique
- Source: DGS, 1831 à 1970=recensements population, 1976= habitants au 31 décembre

## Patrimoine et folklore

### Patrimoine architectural
- Eglise Saint-Pierre. Construite en 1845 en style néo-classique[1].